# Marquisat de Coligny
 (avril 2012).
Améliorez-le ou discutez des points à vérifier. 
 (avril 2012).
Si vous disposez d'ouvrages ou d'articles de référence ou si vous connaissez des sites web de qualité traitant du thème abordé ici, merci de compléter l'article en donnant les références utiles à sa vérifiabilité et en les liant à la section « Notes et références ».
Pour les articles homonymes, voir Coligny et Maison de Coligny.

## Coligny
La terre de Coligny se situait dans le Revermont (actuellement dans les départements de l'Ain et du Jura) et appartenait à la Maison de Coligny (éteinte en 1694), pour qui elle fut érigée en marquisat en 1617.
Féodalement, la terre de Coligny-le-Vieux (ou -le-Vieil, -le-Viel) relevait des comtes de Bourgogne : elle a donc fait partie de la Franche-Comté de Bourgogne, et à ce titre faisait hommage aux suzerains de Franche-Comté (issus de la maison de Habsbourg). Coligny devint donc française avec toute la Franche-Comté, sous le règne de Louis XIV (pour le reste de la terre de Coligny, relevant de la Bresse et donc des Etats de Savoie : voir l'article consacré au comté puis duché de Coligny-le Neuf).

## Érection du marquisat de Coligny
Le marquisat de Coligny (-le-Vieux) fut érigé en 1617 par l'Archiduc Albert d'Autriche et son épouse Isabelle-Claire-Eugénie, sur la terre de Coligny, au profit de Charles de Coligny (1654-1632), fils cadet de Gaspard II de Coligny de Châtillon (1519-victime du massacre de la St-Barthélemy en 1572), amiral de France, seigneur des deux Coligny (-le-Vieux, venu de ses ancêtres ; et -le-Neuf, comté en mars 1556, qu'il acquit en juillet 1563 et qui fut hérité par son fils aîné François). Il s'éteignit légalement dans la Maison de Coligny (en 1664 ?), maison elle-même éteinte en 1694 (cf. Coligny > Branche de Saligny). Les terres de Coligny-le-Vieil passèrent par héritages dans les familles de Langeac, de Sandersleben (cf. Léopold-Eberhard, dont la femme Anne-Sabine acquit en 1719 les terres du marquisat), de Faucigny-Lucinge et de Pillot qui s’intitulèrent de leur propre chef "marquis de Coligny".

## Liste des marquis de Coligny

### Maison de Coligny
- 1617-1629 : Charles de Coligny (1564-1632), 1er marquis de Coligny (1617), 1er marquis d'Andelot (1617), et marquis de Saint-Bris, fils cadet de l'amiral Gaspard II de Coligny ;
- 1629-1644 : Clériadus de Coligny (1578-1644), marquis de Coligny, 2e marquis de Coligny, 2e marquis d'Andelot, cousin du précédent à qui il l'acheta ;
- 1644-1664 : Joachim de Coligny (+1664), 3e marquis de Coligny, 3e marquis d'Andelot, baron de Cressia, fils du précédent ;
- 1664- .... : Barbe de Coligny, marquise de Coligny, marquise d'Andelot, sœur du précédent, femme de Gilbert V de Langheac.

### Maison de Langheac
- 16..-1676 : Gilbert VI de Langheac (+07-1676), 5e marquis de Coligny, 1er comte de Dalet, fils des précédents, époux de Louise-Françoise de Bussy-Rabutin (fille de Roger)[1]
- 1676-1719 : Marie François Roger de Langheac (1676-1746), 6e marquis de Coligny, 2e comte de Dalet, comte de Toulongeon en Autunois, fils des précédents.

### Maison de Wurtemberg
- 1719-1735 : Anne-Sabine Hedwiger (+1735), marquise de Coligny et comtesse de Sponeck. En 1719, elle reçut de Roger de Langheac (1676-1746) le marquisat de Coligny (-le-Vieux). Son mari Léopold-Eberhard de Wurtemberg-Montbéliard était le fils d'Anne de Coligny, héritière du comté de Coligny (-le-Neuf) en 1657.
- 1735-1786 : Léopoldine-Eberhardine de Sponeck (1697-1786), marquise de Coligny, co-comtesse de Coligny-le-Neuf, femme de Charles-Léopold de Sandersleben (1698-1763 ; très probablement son demi-frère, fils aussi de Léopold-Eberhard de Montbéliard), et fille de la précédente et de Léopold-Eberhard de Wurtemberg, prince de Montbéliard ;
- 1786-1793 : Anne-Élisabeth de Sandersleben (1722-1793), marquise de Coligny, co-comtesse de Coligny-le-Neuf, femme de Thomas de Pillot (1713-1777), seigneur de Chenecey, chef de la famille de Pillot, fille de la précédente.

La sœur aînée d'Anne-Élisabeth, morte avant d'avoir pu hériter, Eléonore-Charlotte de Sandersleben (1720-1781), épousa en 1752 Louis-Christophe de Faucigny-Lucinge, dont la descendance prit les noms de Faucigny-Lucinge de Coligny et Chastillon. Les Faucigny-Lucinge et les Pillot se partagèrent désormais le titre de comte et marquis de Coligny (-le-Neuf, et le-Vieux), co-seigneurs des terres de Coligny jusqu'à la Révolution.